# Mary Douglas
Mary Douglas, britanska antropologinja, * 25. marec 1921, San Remo, Italija, † 16. maj 2007, London, Združeno kraljestvo.
Njena specializacija je bila socialna antropologija. Najbolj je znana po zapisih o človeški kulturi in simbolizmu.